# Тони Кукоч
Тони Кукоч (на хърватски: Toni Kukoč) е бивш югославски и хърватски баскетболист, леко крило. Един от първите успешни европейци в НБА, Кукоч е трикратен шампион на САЩ с тима на Чикаго Булс. Трикратен носител на Евролигата в състава на Югопластика. Известен с плеймейкърските си способности, Кукоч е играл на всички пет позиции на терена в различни етапи от кариерата си.
Кукоч е съветник на президента на Чикаго Булс.

## Клубна кариера
Дебютира в професионалния баскетбол с екипа на Югопластика на 17 години през 1985 г. Част е от „Златното поколение“ на тима от края на 80-те години на 20 век заедно с Дино Раджа, Жан Табак, Велимир Перашович и Зоран Сретенович. Тимът печели три поредни пъти Евролигата, а през 1990 и 1991 г. постига требъл след триумфите в шампионата и купата на Югославия. Кукоч е избиран два пъти за най-полезен играч на финалния етап на турнира.
През 1991 г. след разпадането на Югославия треньорът на италианския Бенетон Тревизо Петър Сканси привлича Кукоч в състава. През 1992 г. Кукоч става шампион на Италия, а през 1993 г. достига финала на Евролигата, където Бенетон губи от френския Лимож. Кукоч за трети път става най-полезен играч на финалния етап на Евролигата.
През 1993 г. преминава в тима на Чикаго Булс в НБА. Поради конкуренцията на Скоти Пипън на лекото крило, Кукоч играе център и атакуващ гард в някои мачове. Хърватинът записва силен дебютен сезон с 10,9 точки средно на мач и попада във втория отбор на сезона на новобранците. През сезон 1994/95 е използван като тежко крило, след като Хорас Грант напуска в посока Орландо Меджик. Завръщането на Майкъл Джордан и привличането на Денис Родман обаче оставят Кукоч в ролята на „шести играч“, който влиза често от скамейката.
През 1995/96 Кукоч за първи път става шампион на НБА и печели наградата на най-добър шести играч на сезона. Кукоч е последният най-добър шести играч, спечелил титлата същия сезон. През 1997 и 1998 г. „биковете“ защитават титлата си, а Тони е третият най-резултатен баскетболист в тима. През сезон 1999/00 отборът претърпява обновяване и Кукоч е разменен във Филаделфия Севънти Сиксърс. Там обаче хърватинът играе само една година, след което преминава в Атланта Хоукс. Започва като титуляр в тима на „ястребите“, като през сезон 2001/02 записва рекордните си 19,7 точки средно на мач. Впоследствие обаче губи титулярното си място и в следващия сезон стартира само в 9 срещи.
През 2002 г. преминава в Милуоки Бъкс, където играе до 2005 г.

## Национален отбор
Дебютира за югославския национален отбор през 1987 г. на Евробаскет, където тимът завършва трети. Година по-късно завоюва сребърен медал на Олимпиадата в Сеул. През 1989 и 1991 г. Кукоч става европейски шампион в тима на Югославия, а през 1990 г. е завоювана и световната титла. На шампионата на планетата в Аржентина Тони е избран за най-полезен играч.
След разпадането на Югославия Кукоч играе за националния отбор на Хърватия. През 1992 г. отново става сребърен медалист от олимпийски игри, след като играе финал на баскетболния турнир в Барселона. През 1994 г. хърватите стават трети на световното първенство, а през 1995 г. Тони печели още един бронзов медал от Евробаскет.

## Успехи

### Клубни
- Шампион на Югославия – 1988, 1989, 1990, 1991
- Купа на Югославия – 1990, 1991
- Евролига – 1989, 1990, 1991
- Шампион на Италия – 1992
- Купа на Италия – 1993
- Шампион на САЩ (НБА) – 1996, 1997, 1998

### Национален отбор
- Европейски шампион – 1989, 1991
- Световен шампион – 1990

### Индивидуални
- Спортист на годината в Хърватия – 1989, 1990, 1991
- MVP на световното първенство – 1990
- MVP на финалния етап на Евролигата – 1990, 1991, 1993
- Европейски баскетболист на годината – 1990, 1991, 1994, 1996, 1998
- Мистър Европа – 1990, 1991, 1992, 1996
- MVP на Евробаскет – 1991
- Най-добър шести играч в НБА – 1996
- 50 най-добри играчи на ФИБА – 1991
- 50 най-велики личности в Евролигата – 2008